# Alfred Knoll
Alfred Knoll (21. prosince 1834 Karlovy Vary – 23. května 1893 Karlovy Vary) byl předlitavský a český politik německé národnosti, v 60. a 70. letech 19. století poslanec Českého zemského sněmu a Říšské rady, představitel nacionálně orientované mladoněmecké skupiny.

## Biografie
Narodil se 21. prosince 1834 v Karlových Varech. Profesí byl právník. Měl titul doktora práv. Roku 1870 se uvádí jako advokát v Karlových Varech.
Od 60. let 19. století se zapojil i do zemské i celostátní politiky. V zemských volbách v Čechách v lednu 1867 byl zvolen na Český zemský sněm v kurii venkovských obcí (volební obvod Karlovy Vary – Loket – Bečov). Mandát obhájil za týž obvod i v krátce poté konaných zemských volbách v březnu 1867. Ve volbách v roce 1870 uspěl za městskou kurii (obvod Karlovy Vary – Jáchymov). Zde mandát obhájil ve volbách roku 1872. Již v doplňovacích volbách v červenci 1874 se ovšem v tomto obvodu jako nově zvolený poslanec zmiňuje Eduard Knoll.
Zasedal také v Říšské radě (celostátní zákonodárný sbor), kam ho vyslal zemský sněm roku 1870 (tehdy ještě Říšská rada nevolena přímo, ale tvořena delegáty jednotlivých zemských sněmů). 10. listopadu 1870 složil poslanecký slib. Opětovně ho sem zemský sněm delegoval roku 1871.
Když od roku 1870 začala předlitavská vláda jednat s představiteli české politické reprezentace a začal se rodit koncept česko-rakouského vyrovnání (takzvané fundamentální články), patřil Knoll do skupiny mladoněmeckých politiků, kteří byli orientováni liberálně a nacionálně a na jaře 1871 utvořili vlastní parlamentní pokrokový klub. Koncem března 1871 pronesl v parlamentní rozpravě následující slova: „Jedna věc pro nás znamená snad ještě více než ústava. To je naše národnost. Máme obavy, že vláda naší národnosti není přátelsky nakloněna. Nejmenším národnostem je dovoleno, aby se cítily jako Slovinci, Češi, Poláci, Ukrajinci; to má být nám Němcům zakázáno a my se máme spokojit s abstraktním rakoustvím. Máme se nechat vytlačit z pozic, které v Rakousku máme po stalení; máme vydat všechny naše univerzity, všechny školy a těšit se z úspěchů našich soukmenovců jen v tichém koutku.“ V říjnu 1871 reagoval Knoll a jeho kolega Franz Schmeykal dokonce na projekt česko-rakouského vyrovnání návrhem, aby etnicky německé části Čech utvořily samostatnou korunní zemi monarchie, s vlastním sněmem a rozpočtem. Samostatným vystoupením mladoněmců se rozštěpila dosud jednotná Ústavní strana a zrodil se pokrokový proud rakouskoněmecké politiky (Německá pokroková strana). Knoll se angažoval v mladoněmeckém pokrokovém klubu v Ústí nad Labem.